# 法務省刑事局
法務省刑事局（ほうむしょうけいじきょく、Criminal Affairs Bureau）は、日本の法務省の内部部局の一つ。設置は2000年6月に公布された法務省組織令2条を根拠とする。

## 任務
主な任務は以下のとおり。
- 検察権の行使についての指揮監督に関する事務
- 検察庁の組織・運営に関する企画・立案及び実施に関する事務[要出典]
- 刑事法制に関する企画立案に関する事務
- 犯罪人の引渡し及び国際捜査共助に関する事務
- 国際会議への出席

また、法務省保護局の所掌以外の領域における犯罪の予防に関する事項も所掌している。

## 組織
局長以下、多くには検事が任ぜられている。刑事局長は法務・検察キャリアにおいて刑法改正や刑事訴訟法改正を含めた刑事関連法案の審議や特別捜査部の捜査状況（逮捕許諾請求を含む）についての国会対策（国会答弁を含む）の最高責任者である。
- 局長
- 参事官(5人)[3]
- 総務課
  - 企画調査室
  - 刑事調査官
- 刑事課
- 公安課
- 刑事法制管理官
- 国際刑事管理官[4]

## 歴代幹部

### 刑事局長
| 氏名       | 任命日        | 退官時官職                   |
| ---------- | ------------- | ---------------------------- |
| 樋渡利秋   | 2002年8月1日  | 検事総長                     |
| 大林宏     | 2004年6月25日 | 検事総長                     |
| 小津博司   | 2006年6月30日 | 検事総長                     |
| 大野恒太郎 | 2007年7月10日 | 検事総長                     |
| 西川克行   | 2009年7月17日 | 検事総長                     |
| 稲田伸夫   | 2011年8月11日 | 検事総長                     |
| 林眞琴     | 2014年1月9日  | 検事総長                     |
| 辻裕教     | 2018年1月9日  | 仙台高等検察庁検事長         |
| 小山太士   | 2019年1月18日 | 大阪高等検察庁検事長         |
| 川原隆司   | 2020年1月9日  | 東京高等検察庁検事長（現職） |
| 松下裕子   | 2023年1月10日 | 横浜地方検察庁検事正（現職） |
| 森本宏     | 2024年7月9日  | 法務事務次官（現職）         |
| 佐藤淳     | 2025年7月17日 | （現職）                     |